# Агынтай-батыр
Агынтай-батыр (каз. Ағынтай батыр, 1598—1672) — казахский батыр, один из верных сподвижников ханов Есима и Жангира. Происходит из подрода темеш рода куандык племени аргын.

## Биография
С 1620 года принимал участие во всех крупных сражениях с джунгарами, неоднократно вступал в поединки с воинами противника и всегда одерживал в них победы. В 1643 году в Орбулакском сражении Агынтай был среди 600 сарбазов Салкам Жангира, которые противостояли 50-тысячному войску джунгарского хунтайши. Вместе с Карасай-батыром из рода шапрашты участвовал в освобождении Жангира из калмыцкого плена.
Сохранилось множество преданий об исключительной физической силе и мужестве Агынтая. Его кулак сокрушал любого противника. Поэтому народ называл человека с крепкими руками «Ағынтай жұдырық» (Агынтай Кулак).
После смерти Агынтай-батыр был похоронен рядом с могилой своего соратника Карасай батыра — на горе Кулшынбай (сейчас Айыртауский район Северо-Казахстанской области). В настоящее время на этом месте расположен мемориальный комплекс.

Памятник Карасай и Агынтай батырам в Петропавловске.

В 1999 году на Театральной площади города Петропавловска был установлен памятник Карасай и Агынтай батырам.